# Patricia Riggen
Patricia Riggen (Guadalajara, Jalisco, 2 de junio de 1970) es una directora de cine mexicana, más conocida por dirigir las películas La misma luna (2007) y Lemonade Mouth (2011), original de Disney Channel.

## Primeros años y carrera
Nació en Guadalajara, Jalisco. En su país de origen adquirió experiencia en el periodismo y escribió para documentales. Más tarde se mudó a la ciudad de Nueva York, donde recibió su máster en dirección y escritura de guiones por la Universidad de Columbia. Mientras asistía a Columbia, dirigió dos cortometrajes: The Cornfield (2002) y el documental Family Portrait (2004). El primero de ellos ganó varios premios en festivales de cine.

## Carrera como directora
En 2007 se estrenó La misma luna, su primera película importante, protagonizada por Kate del Castillo y América Ferrera.
En 2010 fue elegida para dirigir Lemonade Mouth, película original de Disney Channel. También dirigió otros dos largometrajes: Revolución (2010) y Girl in Progress (originalmente titulado Ansiedad), protagonizado por Eva Mendes y Patricia Arquette, que se estrenó en 2012.
Su siguiente película fue Los 33, basada en el derrumbe de la mina San José. La película fue lanzada en Chile en agosto de 2015.[actualizar]
En 2016 completó la película Miracles from Heaven (Milagros del cielo) con Jennifer Garner, Queen Latifah y Eugenio Derbez, una historia cristiana contemporánea basada en el libro del mismo título, que narra la enfermedad y la recuperación milagrosa de una niña en Texas.

## Vida personal
Actualmente[¿cuándo?] vive en Los Ángeles.

## Filmografía
- Perfect Target (1997, largometraje, asistente de dirección)
- Moctezuma's Revenge (2002, película independiente, asistente de dirección)
- Adiós mamá (1997, cortometraje, productora ejecutiva)
- Sin sostén (1998, cortometraje, productora)
- En el espejo del cielo (1998, cortometraje, productora ejecutiva)
- Pronto saldremos del problema (1998, cortometraje, productora ejecutiva)
- The Cornfield (2002, cortometraje, también productora y escritora)
- Family Portrait (2004, cortometraje documental, también productora y escritora)
- La misma luna (2007, película independiente)
- Revolución (2010, largometraje)
- Lemonade Mouth (2011, película de Televisión)
- Girl in Progress (2012, largometraje)
- Los 33 (2015, largometraje)
- Miracles from Heaven (2016, largometraje)
- G20 (2025, largometraje)